# 하타 켄지로
하타 켄지로(일본어: 畑 健二郎, 1975년 10월 19일~)는 후쿠오카현출생, 효고현 출신의 일본의 만화가이다. 혈액형은 A형이다. 피규어 등을 모으는 오타쿠이기도 하다. 현재의 거주지는 밝혀져 있지 않지만, 직장이 도쿄에 있다. 아내는 성우인 아사노 마스미.
오사카 예술대학 문예학과를 중퇴하였다. 어머니는 다도인인 하타 리츠코. 형은 세가의 게임 플래너를 맡은 하타 신타로이다.
현재 주간 소년 선데이에 《어쨌든 귀여워》을 연재중이다.

## 약력
초등학교 4학년까지 후쿠오카에서 지냈다. 고등학교 재학 중에 애니메이터를 목표로 정한 후 스튜디오에서 면접을 보았지만 실격. 대학수험 공부는 전혀 하지 않았지만, 당시 라이트 노벨의 영향을 받아 시험 과목 중 소설이 있던 오사카 예술대학에 입학. 재학 중에 장편 소설을 2편 투고하지만, 2편 모두 탈락. 그 뒤로 대학을 반년간 가지 않고 만화를 완성한다. 끝내는 대학을 중퇴하고, 구메타 고지의 어시스턴트로 일한다.
2002년에 소년선데이에 《신에게 Rocket Punch!!》로 데뷔 후, 2004년에 《하야테처럼》을 연재하지만, 작품 내에서 패러디된 내용이 코나미의 게임과 실제 기술과 차이가 있어 항의가 들어와 쇼가쿠칸이 사과를 하기도 하였다. 하지만 하타 켄지로는 그런 사건에도 아랑곳하지 않고, 소년선데이 2004년 45호에 기존 내용을 계승한 하야테처럼!을 연재하기 시작했다. 덧붙여, 2007년에 방영된 애니메이션판은 코나미가 스폰서하고 있다.

## 작품
- 신에게 Rocket Punch!! (神様にRocketPunch!!) (2002년 11월 증간호, 소년 선데이R)
- 번개의 신 소피아 (電神ソフィア) (2003년 2월호, 소년 선데이 초증간)
- 바다의 용사 라이프세이버즈 (海の勇者ライフセイバーズ) (2003년 7월~11월, 소년선데이 초증간)
- 하야테처럼 (ハヤテの如く) (2004년 10호, 주간 소년 선데이)
- 하야테처럼!(ハヤテのごとく!) (2004년 45호 ~ 2017년 20호, 소년선데이)
- 현시연(げんしけん) 9권 특장판 Project G2 (2006년)
- 그것이 성우!(それが声優!) (2011년~2017년, 작화 담당, 원작: 아사노 마스미, 동인지)
- 아드 아스트라 페르 아스페라(アド アストラ ペル アスペラ) (2015년 40호~, 주간 소년 선데이)
- 어쨌든 귀여워(トニカクカワイイ) (2018년 12호~, 주간 소년 선데이)

## 같이 보기
- 하야테처럼!
- 구메타 고지
- 주간 소년 선데이